# 見付元氏
見付 元氏（みつけ もとうじ）は、戦国時代の武将。安芸国の国人である毛利弘元の庶子で毛利元就の異母弟とされ、安芸国高田郡多治比村の故家である世良家の先祖と伝えられている。ただし、世良家に関する史料以外に登場しないことから、実在の人物ではない可能性もある。

## 生涯
生年は不明だが、安芸国の国人である毛利弘元の庶子として生まれ、異母兄である毛利元就に仕えて「見付」の名字を名乗り、後に「吉岡」の名字を与えられたとされる。
元氏の子孫を称する世良家に伝来する系図によると、母は井上元信の娘で、元氏は捨子として「見付坊」と呼ばれたと記されている。
一方で、「毛利元就公御廟所之覚」における安芸国高田郡多治比村の庄屋である世良九右衛門の先祖についての記述によると、元就の庶子で出生の際に家臣に預けられ、成長後に元就に対面すると喜んだ元就から「見付次郎」の名を与えられた旨が記されている。
世良家に所蔵された永禄2年（1559年）に元氏へ宛てた元就の書状には「先君の御意により、陀治井、穂村、横田以上三百餘貫、見附坊に永世これを遣わす者也」と記されており、亡父・弘元のかつての隠居領であった多治比、穂村、横田の300貫余りの地を与えられたとされる。
没年は不明。

## 子孫
元氏の子の元正と孫の元綱は毛利輝元に仕えて「世良」の名字を与えられた。元綱は慶長5年（1600年）の関ヶ原の戦い後に毛利氏が周防国と長門国への減封となった際にも従っているが、後に毛利氏を離れて故地である安芸国高田郡多治比村へ帰住した。元綱の子の元重の代から農業を始め、高田郡の大里正（庄屋）となっている。
正徳5年（1715年）11月には徳山藩3代藩主・毛利元次が世良家に伝来した系図と毛利元就の自画像と伝えられる肖像画を借覧し、絵師の児藤市六に絹本着色の写しを描かせた上で、表装を金色燦爛たるものに改めて二重の函を作って世良家に返却した。
文政元年（1818年）から文政8年（1825年）にかけて広島藩で編纂された地誌である『芸藩通志』には、編纂当時の世良家当主・世良七郎左衛門が見付元氏から数えて9代目にあたると記されており、昭和の初め頃の当主は元氏から数えて15代目であった。なお、世良家歴代の墓は世良家付近の墓所や同村の大徳寺にあり、歴代の肖像画も世良家に所蔵されている。
また、安芸国高田郡吉田町の故家である吉岡家も元氏の子孫を称し、世良元保（勘右衛門）から分かれた世良家の分家で、『芸藩通志』が編纂された当時の当主・吉岡才兵衛が7代目とされる。